# La Route de Corinthe
La route de Corinthe és una pel·lícula dirigida per Claude Chabrol estrenada el 1967.

## Argument
Durant la Guerra Freda, a Grècia, els radars de l'OTAN tenen misterioses avaries. Un agent secret és assassinat quan està a punt d'esbrinar quin és el problema. La seva esposa, Shanny, reprendrà la investigació malgrat l'oposició del cap dels serveis secrets, Sr. Sharps. Aquest envia doncs un agent d'informació, Dex, per vigilar els anades i vingudes de la dona. S'enamorarà d'ella i finalment acceptarà d'ajudar Shanny en la seva missió. Aconsegueixen desemmascarar el culpable, Khalidès.

## Repartiment
- Jean Seberg, Shanny
- Maurice Ronet, Dex
- Michel Bouquet, Sharps
- Christian Marquand, Robert
- Claude Chabrol, Alcibiade (no surt als crèdits)
- Antonio Passalia, l'assassí
- Saro Urzì, Khalidès